# Hermandad del Señor de la Columna de Lurín

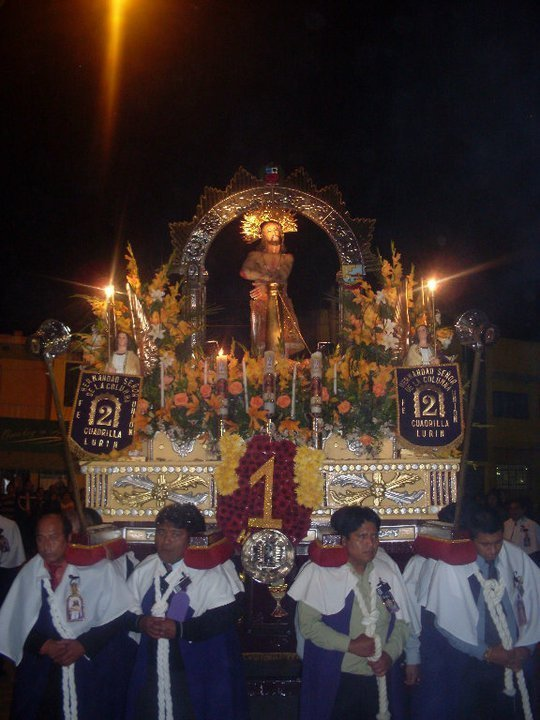

La Hermandad del Señor de la Columna de Lurín fue fundada el 28 de octubre de 1908 gracias a la iniciativa de un grupo de devotos del pueblo de Lurín. Actualmente está organizada en cuatro cuadrillas de cargadores, un grupo femenino y una rama infantil. 

## Historia
La primera organización que se crea sobre la festividad religiosa del Señor de la Columna de Lurín, fue una Cofradía, la misma que fue una congregación de devotos que con la autorización de la Parroquia San Pedro de Lurín empezó a tener algunas actividades referente a la conmemoración del hallazgo de la imagen del Señor en el pueblo de Lurín. El inicio de la festividad se da el 28 de octubre de 1908. Entre los devotos fundadores estaban los hermanos Juan de Dios Montellanos, Silvestre Solís, Enrique Álvarez, Eduardo Ávila, Robustiano Gómez, Aurelio Sánchez, Julio Valencia y otros tantos devotos.
En el año 1919 se crea la "Sociedad Humanitaria del Señor de la Columna", comenzando así la difusión de la tradicional fiesta, que cada día tenía más vida entre la población lurinense, como era el caso de la fiesta patronal de San Pedro que por esa época y hasta el día de hoy, está a cargo del gremio de pescadores de Lurín. Pero a partir de año 1930 esta sociedad fue decayendo debido a que muchos no podían cumplir con los compromisos contraídos.
En 1960 se crea la segunda cuadrilla de cargadores, la cual estaba conformada por los hermanos más jóvenes de esa época. 
En el año 1961, ante la existencia de dos cuadrillas de cargadores, y con el afán que esta festividad no decayera, se reorganiza la hermandad y se forma la primera directiva general. Esta directiva estaba conformada por los hermanos Felipe Solís Rivas, Ezequiel Reyes Solís, Félix Lescano Ramos, Lorenzo Chumpitaz Meléndez, Augusto Lescano Ramos, Jerónimo Torrejón Rivas, Lucio Rivas Castro, Froilán Casas Solís y Julián Torres.
El 29 de febrero de 1977, en una sesión precedida por el presidente de la Hermandad, el señor César Augusto Candela Abarca, los hermanos debatieron acerca de cómo debía ser la vestimenta (hábito) que utilizarían, ya que para que la hermandad pase a formar parte como una institución religiosa, conformada con normas y reglamentos que establece el Arzobispado de Lima, debía hacer uso de un hábito. Aquella noche, algunos hermanos propusieron que fuera con una capa blanca y blusón morado, otros que sea un uniforme azul y blanco como se venía utilizando tradicionalmente hasta esos días. La propuesta recaló en que sea blusón morado, capa blanca y cordón blanco, que fue la propuesta que salió elegida por votación. Ese día, los directivos se comprometieron hacer las gestiones ante el Arzobispado de Lima, teniendo ya la aprobación de la Parroquia San Pedro de Lurín, así también los requisitos que exigía el Arzobispado. La directiva en sendo documento del 26 de mayo de 1978 da fe de todos los puntos que pide el Arzobispado y es así como se recibe la autorización y confirmación oficial el 20 de julio de 1978. Cabe la acotación que fue la Sra. Luisa Sánchez de Candela, esposa del ese entonces presidente quien confeccionó el primer hábito del SEñor de la Columna.
El 19 de mayo de 1979, en asamblea general aprueban el estatuto de la hermandad, siendo presidente del señor César Candela Abarca. 
El 28 de octubre de 1982 se crea el grupo femenino.
En el año 1983 se crea la Tercera Cuadrilla de Cargadores, conformada por un grupo de jóvenes, que habiendo cargado las andas del Señor en el recorrido de Viernes Santo y ante la iniciativa de los miembros de la hermandad, decidieron formar una nueva cuadrilla.
En el año 2016 se crea la cuarta cuadrilla con jóvenes llenos de entusiasmo y amor a nuestro señor.

## Organización
La Hermandad está organizada en cuatro cuadrillas de cargadores y un grupo femenino. Tanto las cuadrillas y el grupo femenino, están dirigidos por una directiva general. 

### Primera Cuadrilla
Se formó en el momento de la creación de la hermandad, el 28 de octubre de 1908. La primera cuadrilla con más de 100 años de existencia mantiene la misma fe y devoción de aquel momento de su creación. 

### Segunda Cuadrilla
Creada el 28 de octubre de 1960. Esta cuadrilla estaba conformada por los hermanos más jóvenes de aquella época, como era el caso de los hermanos Jacinto Belleza, Armando Zamudio Ormeño, Teodoro Chumpitaz Malázquez, entre otros. 

### Tercera Cuadrilla
Fue creada en 1983. Conformada por un grupo de jóvenes, que habiendo cargado las andas del Señor en el recorrido de Viernes Santo de 1983, posteriormente fueron organizados como cuadrilla para las festividades de octubre de ese año.

### Cuarta cuadrilla
fue creada el 28 de octubre de 2015 tras varios intentos de querer formar este grupo, y es reconocida como cuadrilla el 22 de octubre de 2016.

### Grupo Femenino
El grupo femenino fue fundado el 28 de octubre de 1982. Las hermanas del grupo femenino se encargan todos los años de perfumar con incienso y mirra los lugares por donde recorre el Señor. Entre sus fundadoras se encuentran las hermanas Alejandra Cajo de Mini, Margarita Huapaya, Humbelina Caycho Núñez, Rosario Layme Núñez, Carmen Mini Cajo, entre otras.